# Un mundo mejor (canción)
Un mundo mejor es una canción de la banda española La Oreja de Van Gogh contenida en su tercer trabajo Lo que te conté mientras te hacías la dormida.

## Acerca de la canción
La canción fue compuesta por el grupo durante un viaje a la isla de Cuba en 2002. Durante la visita participaron en el festival Cubadisco organizado por la SGAE y Sony.
La canción al igual que Historia de un sueño, habla acerca de una niña originaria de Cuba y su madre que le describe la situación en la isla. La madre espera que algún día su hija pueda vivir en un lugar mejor al de su país.
Solamente fue interpretada por el grupo durante 2004 y 2005 en la gira de presentación del disco.
En el estribillo hay una referencia a hablar "de una escalera a la luna". Escalera a la luna es el título de una de las cuatro canciones que componen la primera maqueta del grupo de 1997, más tarde incluida en el álbum Más guapa de 2006.